# Garamant
Garamant (probabil din limba berberă: igherman; cu sensul de: orașele) reprezintă un popor saharian care au folosit un sistem elaborat de irigare subterană și care a fondat un prosper regat berber în zona Fezzan din Libia de azi, în deșertul Sahara. Ei au fost o putere locală în Sahara între 500 î.Hr. și 700 AD.
Există puține informații textuale despre Garamant. Chiar și acest nume era un nume grecesc pe care romanii l-au adoptat ulterior. Informațiile disponibile provin în principal din surse grecești și romane, precum și ca urmare a săpăturilor arheologice în zonă. O altă sursă importantă de informații o reprezintă pietrele cu numeroase manifestări de artă, multe dintre ele descriind viața de dinaintea nașterii regatului.